# HBX
HBX là loại thuốc nổ được tạo thành từ các thành phần RDX, TNT, bột nhôm, xáp D-2 wax với chloride calci. Nó là loại thuốc nổ được dùng hiện nay để thay thế cho các loại thuốc nổ torpex trước đây, chủ yếu nhồi vào trong các đầu đạn tên lửa, thủy lôi và ngư lôi. Nó cũng được dùng để nhồi vào các mìn mặt đất, bom xuyên.

## Thành phần và tính chất
HBX có ba loại chính: HBX-1, HBX-3 và H-6.
HBX1: gồm 40% RDX + 38 % TNT + 17% nhôm + 5% chất giảm nhậy
HBX-3: gồm 31% RDX + 29 % TNT + 35% nhôm + 5% chất giảm nhậy
H-6: gồm 45% RDX + 30 % TNT + 20% nhôm + 5% chất giảm nhậy
HBX-1 có sức công phá tương tự như torpex nhưng kém nhạy nổ hơn khi va đập và các kích thích ban đầu, ít khả năng nổ chuyền.
HBX-3 và H-6 độ nhạy nổ khi va đập kém hơn so với torpex cao hơn với nhiệt độ.